# Перикарион

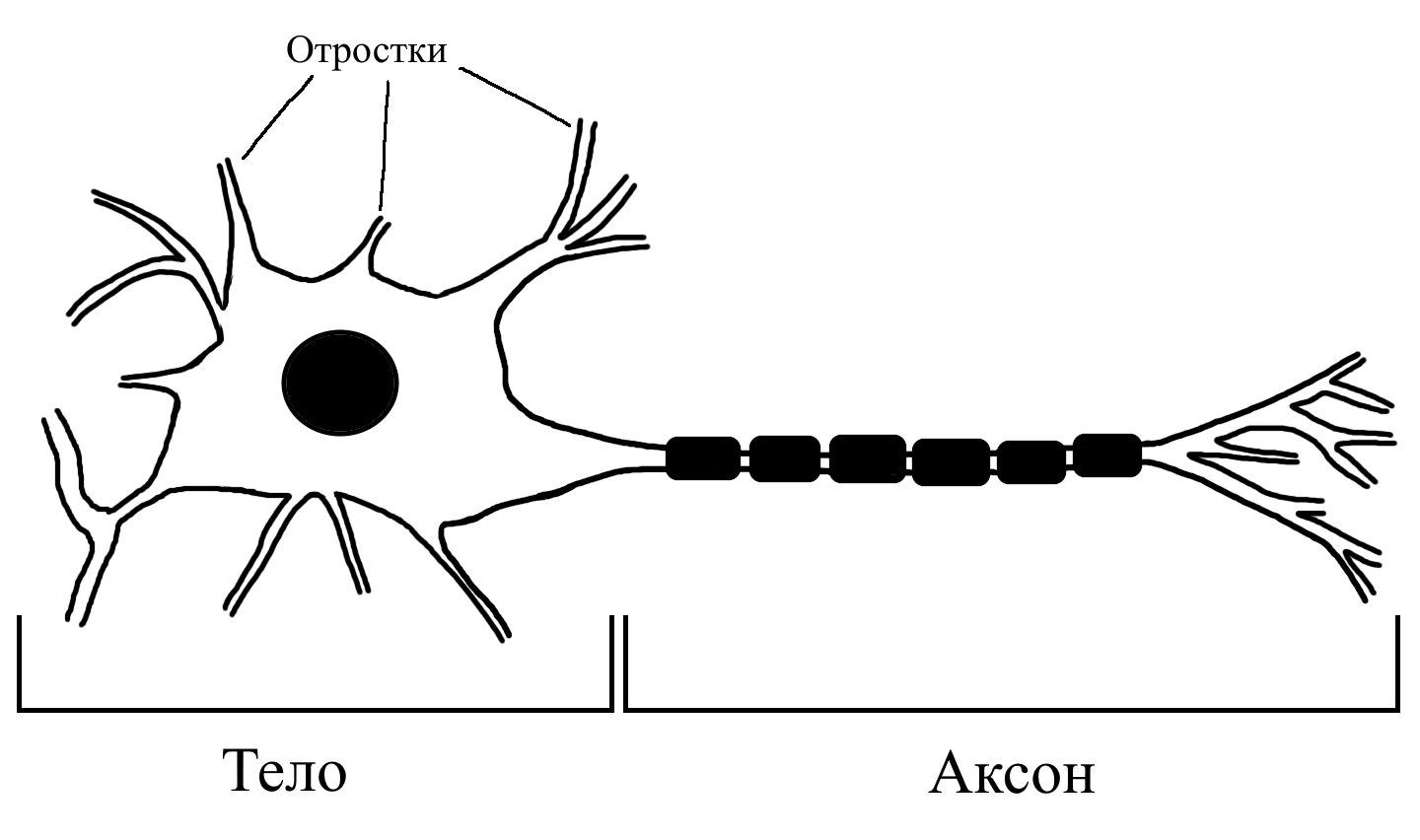
Перикарион - тело нейрона без отростков

Перикарион (др.-греч. περι- — «около, вокруг, кругом» + κάρυον — «орех или ядро») — сома (тело) нейрона, может иметь различную величину и форму. На цитолемме (клеточной мембране) перикариона образуются многочисленные синаптические контакты с отростками (дендритами) других нейронов.
В центральной части перикариона расположено ядро округлой формы с гетерохроматиновыми глыбками по внутренней поверхности ядерной мембраны. Как правило, в центральной части ядра расположено округлое ядрышко, состоящее из глобуллярных и фибриллярных компонентов. Также в цитоплазме перикариона, помимо общих компонентов эргастоплазмы (гранулярного эндоплазматического ретикулума), располагаются нейрофибриллы и базофильные тельца Ниссля.